# Palazzo dell'Intendenza di Finanza, degli Uffici Finanziari e dell'Avvocatura di Stato
Il Palazzo dell'Intendenza di Finanza, degli Uffici Finanziari e dell'Avvocatura di Stato è un palazzo di Napoli, situato in via Armando Diaz, nel rione Carità.
Fu progettato da Marcello Canino tra il Palazzo della Banca Nazionale del Lavoro ed il Palazzo Matteotti e costruito tra il 1933 e il 1937, prendendo il posto del complesso di San Tommaso d'Aquino. Così come per altri edifici realizzati a Napoli nel XX secolo, anch'esso rappresenta un esempio di architettura monumentalista.
L'edificio è a pianta rettangolare con un lato absidato: la struttura è in calcestruzzo armato, con tompagni in laterizio visibili anche in facciata.
La facciata principale si trova su via Diaz dove il portale si presenta come un grande nicchione in travertino, il cui spazio concavo è idealmente recuperato nella particolare abside che si trova su via Cesare Battisti.
Le facciate laterali, su via Guglielmo Oberdan e via Fabio Filzi, sono identiche sia nelle decorazioni sia nella simmetria dei portali laterali realizzati in grigliato di travertino che chiude il corpo scala e caratterizzati da una decorazione a cemento a vista, formante una griglia di figure astratte con suggestivi giochi di luci ed ombre.